# Diego Esteban Simonet
Diego Esteban Simonet (Vicente López, 26 de dezembro de 1989) é um handebolista profissional argentino, medalha de ouro nos Jogos Pan Americanos de Guadalajara 2011.